# Coppa J.League 2021
La J.League Cup 2021 (2021年のJリーグカップ?), denominata Coppa J.League YBC Levain (2021 JリーグYBCルヴァンカップ?) per ragioni di sponsorizzazione, è stata la ventinovesima edizione della Coppa di Lega nipponica di calcio.

## Formula
Il regolamento prevedeva una prima fase a gironi a cui prendono parte tutte le squadre della J.League Division 1, ad eccezione dei club qualificatisi in AFC Champions League, che prendono parte alla competizione a partire dai quarti di finale.

## Fase a gruppi

### Gruppo A
| Squadra           | Pt | G | V | N | P | RF | RS | DR  |
| ----------------- | -- | - | - | - | - | -- | -- | --- |
| Kashima Antlers   | 12 | 6 | 3 | 3 | 0 | 14 | 4  | +10 |
| Consadole Sapporo | 11 | 6 | 3 | 2 | 1 | 11 | 8  | +3  |
| Avispa Fukuoka    | 8  | 6 | 2 | 2 | 2 | 10 | 11 | -1  |
| Sagan Tosu        | 1  | 6 | 0 | 1 | 5 | 5  | 17 | -12 |

| 3 marzo 2021      |       |                   |
| Avispa Fukuoka    | 2 - 3 | Consadole Sapporo |
| Kashima Antlers   | 3 - 0 | Sagan Tosu        |
| 27 marzo 2021     |       |                   |
| Sagan Tosu        | 1 - 5 | Consadole Sapporo |
| Avispa Fukuoka    | 1 - 5 | Kashima Antlers   |
| 20 aprile 2021    |       |                   |
| Kashima Antlers   | 3 - 0 | Consadole Sapporo |
| 21 aprile 2021    |       |                   |
| Sagan Tosu        | 0 - 1 | Avispa Fukuoka    |
| 28 aprile 2021    |       |                   |
| Consadole Sapporo | 1 - 1 | Avispa Fukuoka    |
| Sagan Tosu        | 2 - 2 | Kashima Antlers   |
| 5 maggio 2021     |       |                   |
| Consadole Sapporo | 2 - 1 | Sagan Tosu        |
| Kashima Antlers   | 1 - 1 | Avispa Fukuoka    |
| 19 maggio 2021    |       |                   |
| Consadole Sapporo | 0 - 0 | Kashima Antlers   |
| Avispa Fukuoka    | 4 - 1 | Sagan Tosu        |

### Gruppo B
| Squadra          | Pt | G | V | N | P | RF | RS | DR |
| ---------------- | -- | - | - | - | - | -- | -- | -- |
| FC Tokyo         | 12 | 6 | 3 | 3 | 0 | 6  | 2  | +4 |
| Vissel Kōbe      | 8  | 6 | 2 | 2 | 2 | 6  | 4  | +2 |
| Oita Trinita     | 6  | 6 | 1 | 3 | 2 | 4  | 6  | -2 |
| Tokushima Vortis | 5  | 6 | 1 | 2 | 3 | 3  | 7  | -4 |

| 2 marzo 2021     |       |                  |
| Oita Trinita     | 1 - 3 | Vissel Kobe      |
| 3 marzo 2021     |       |                  |
| FC Tokyo         | 1 - 0 | Tokushima Vortis |
| 27 marzo 2021    |       |                  |
| Tokushima Vortis | 0 - 1 | Oita Trinita     |
| 28 marzo 2021    |       |                  |
| FC Tokyo         | 2 - 0 | Vissel Kobe      |
| 21 aprile 2021   |       |                  |
| Vissel Kobe      | 0 - 1 | Tokushima Vortis |
| Oita Trinita     | 0 - 1 | FC Tokyo         |
| 28 aprile 2021   |       |                  |
| Vissel Kobe      | 0 - 0 | Oita Trinita     |
| Tokushima Vortis | 1 - 1 | FC Tokyo         |
| 5 maggio 2021    |       |                  |
| Oita Trinita     | 1 - 1 | Tokushima Vortis |
| Vissel Kobe      | 0 - 0 | FC Tokyo         |
| 19 maggio 2021   |       |                  |
| FC Tokyo         | 1 - 1 | Oita Trinita     |
| Tokushima Vortis | 0 - 3 | Vissel Kobe      |

### Gruppo C
| Squadra         | Pt | G | V | N | P | RF | RS | DR |
| --------------- | -- | - | - | - | - | -- | -- | -- |
| Urawa Reds      | 9  | 6 | 2 | 3 | 1 | 7  | 5  | +2 |
| Shonan Bellmare | 8  | 6 | 1 | 5 | 0 | 4  | 3  | +1 |
| Yokohama FC     | 7  | 6 | 2 | 1 | 3 | 5  | 6  | -1 |
| Kashiwa Reysol  | 6  | 6 | 1 | 3 | 2 | 6  | 8  | -2 |

| 2 marzo 2021       |       |                    |
| Shonan Bellmare    | 0 - 0 | Urawa Red Diamonds |
| 3 marzo 2021       |       |                    |
| Kashiwa Reysol     | 0 - 1 | Yokohama FC        |
| 27 marzo 2021      |       |                    |
| Shonan Bellmare    | 1 - 0 | Yokohama FC        |
| Urawa Red Diamonds | 0 - 1 | Kashiwa Reysol     |
| 21 aprile 2021     |       |                    |
| Kashiwa Reysol     | 1 - 1 | Shonan Bellmare    |
| Yokohama FC        | 1 - 2 | Urawa Red Diamonds |
| 28 aprile 2021     |       |                    |
| Urawa Red Diamonds | 0 - 0 | Shonan Bellmare    |
| Yokohama FC        | 2 - 0 | Kashiwa Reysol     |
| 5 maggio 2021      |       |                    |
| Yokohama FC        | 1 - 1 | Shonan Bellmare    |
| Kashiwa Reysol     | 3 - 3 | Urawa Red Diamonds |
| 19 maggio 2021     |       |                    |
| Urawa Red Diamonds | 2 - 0 | Yokohama FC        |
| Shonan Bellmare    | 1 - 1 | Kashiwa Reysol     |

### Gruppo D
| Squadra             | Pt | G | V | N | P | RF | RS | DR  |
| ------------------- | -- | - | - | - | - | -- | -- | --- |
| Yokohama F·Marinos  | 14 | 6 | 4 | 2 | 0 | 17 | 4  | +13 |
| Shimizu S-Pulse     | 8  | 6 | 2 | 2 | 2 | 7  | 8  | -1  |
| Vegalta Sendai      | 7  | 6 | 2 | 0 | 4 | 7  | 11 | -4  |
| Sanfrecce Hiroshima | 5  | 6 | 1 | 2 | 3 | 3  | 11 | -8  |

| 3 marzo 2021        |       |                     |
| Yokohama F. Marinos | 1 - 0 | Vegalta Sendai      |
| Sanfrecce Hiroshima | 0 - 0 | Shimizu S-Pulse     |
| 27 marzo 2021       |       |                     |
| Vegalta Sendai      | 0 - 1 | Shimizu S-Pulse     |
| Yokohama F. Marinos | 5 - 0 | Sanfrecce Hiroshima |
| 21 aprile 2021      |       |                     |
| Sanfrecce Hiroshima | 0 - 1 | Vegalta Sendai      |
| Shimizu S-Pulse     | 0 - 0 | Yokohama F. Marinos |
| 28 aprile 2021      |       |                     |
| Vegalta Sendai      | 2 - 5 | Yokohama F. Marinos |
| Shimizu S-Pulse     | 1 - 2 | Sanfrecce Hiroshima |
| 5 maggio 2021       |       |                     |
| Shimizu S-Pulse     | 4 - 1 | Vegalta Sendai      |
| Sanfrecce Hiroshima | 1 - 1 | Yokohama F. Marinos |
| 19 maggio 2021      |       |                     |
| Vegalta Sendai      | 3 - 0 | Sanfrecce Hiroshima |
| Yokohama F. Marinos | 5 - 1 | Shimizu S-Pulse     |

## Fase ad eliminazione diretta

### Spareggi
Gli spareggi tra le prime e le seconde classificate si tennero il 2, 5 e 6 (andata) e 6 e 13 giugno 2021 (ritorno).
|                   |       |                    | Andata | Ritorno |  |
| ----------------- | ----- | ------------------ | ------ | ------- |  |
| Shimizu S-Pulse   | 1 - 3 | Kashima Antlers    | 0 - 1  | 1 - 2   |  |
| FC Tokyo          | 4 - 2 | Shonan Bellmare    | 0 - 1  | 4 - 1   |  |
| Consadole Sapporo | 4 - 2 | Yokohama F·Marinos | 1 - 1  | 3 - 1   |  |
| Vissel Kōbe       | 3 - 4 | Urawa Reds         | 1 - 2  | 2 - 2   |  |

### Quarti di finale

#### Andata
| Arbitro: | Yoshiro Imamura |

|                                    |           |                       |
| Shunta Tanaka 21’ Takuma Arano 80’ | Marcatori | 14’ Tsuyoshi Watanabe |

| Arbitro: | Nobutsugu Murakami |

|                                       |           |  |
| Yoichiro Kakitani 13’ Shō Inagaki 53’ | Marcatori |  |

| Arbitro: | Koichiro Fukushima |

|  |           |                   |
|  | Marcatori | 89’ Hiroto Yamami |

| Arbitro: | Yuichi Nishimura |

|                     |           |                           |
| Takahiro Sekine 35’ | Marcatori | 72’ (rig.) Akihiro Ienaga |

#### Ritorno
| Arbitro: | Hiroki Kasahara |

|                               |           |                       |
| Leandro 20’ Keigo Higashi 68’ | Marcatori | 14’ Tsuyoshi Watanabe |

| Arbitro: | Yoshiro Imamura |

|  |           |                                     |
|  | Marcatori | 22’ Shō Inagaki 57’ Jakub Świerczok |

| Arbitro: | Hajime Matsuo |

|  |           |                                                                        |
|  | Marcatori | 24’ Hiroto Yamada 32’ Mutsuki Katō 56’ Naoyuki Fujita 68’ Riki Matsuda |

| Arbitro: | Masaaki Toma |

|                                                         |           |                                                       |
| Leandro Damião 40’ Kazuya Yamamura 77’ João Schmidt 83’ | Marcatori | 8’ Ataru Esaka 87’ Kasper Junker 90+4’ Tomoaki Makino |

### Semifinali

#### Andata
| Arbitro: | Hiroyuki Kimura |

|                                                      |           |                |
| Yoichiro Kakitani 17’ Yasuki Kimoto 69’ Mateus 90+4’ | Marcatori | 90+3’ Adaílton |

| Arbitro: | Ryuji Sato |

|                   |           |                   |
| Kasper Junker 12’ | Marcatori | 66’ Hiroto Yamada |

#### Ritorno
| Arbitro: | Hajime Matsuo |

|                                  |           |                 |
| Adaílton 15’ Yojiro Takahagi 55’ | Marcatori | 79’ Shō Inagaki |

| Arbitro: | Koichiro Fukushima |

|                  |           |  |
| Mutsuki Katō 53’ | Marcatori |  |

### Finale
| Arbitro: | Masaaki Toma |

|                                 |           |  |
| Naoki Maeda 47’ Shō Inagaki 79’ | Marcatori |  |

## Premi
- Miglior giocatore: Shō Inagaki -  Nagoya Grampus
- Premio "Nuovo Eroe": Zion Suzuki -  Urawa Reds